# Nemocnice s poliklinikou Mělník

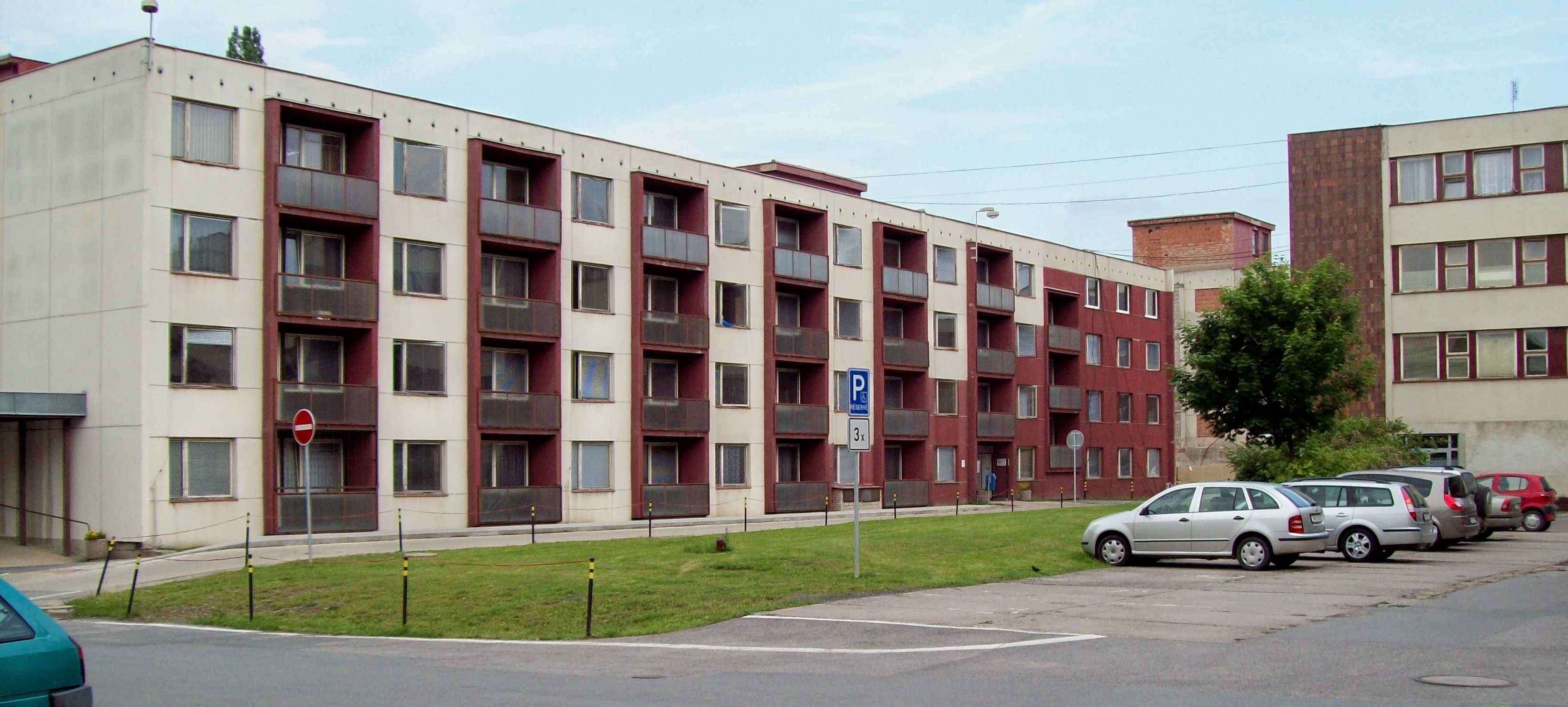
Gynekologicko-porodnické oddělení NsP Mělník

Nemocnice s poliklinikou Mělník (zkratka NsP Mělník) je zdravotnické zařízení v Mělníku, které představuje soubor oddělení, ambulancí, lékárny a dalších pracovišť poskytujících preventivní, diagnostickou a léčebnou péči přibližně 100 000 obyvatelům žijícím v mělnickém regionu a části severních Čech.
V privatizaci nemocnici nejdříve získala společnost Meda, která ovšem částku 103,3 miliónu korun neuhradila. V opakovaném výběrovém řízení v roce 2007 se stala vlastníkem za 81 miliónů korun akciová společnost Mělnická zdravotní, jejímž jediným akcionářem byla k roku 2010 společnost Kooperativa pojišťovna, Vienna Insurance Group. Po koupi v roce 2007 měla 30 % akcionářský podíl také společnost MEDISTYL-PHARMA spol. s r. o.
Ředitelem nemocnice byl k roku 2010 MUDr. Tomáš Jedlička.

## Historie
Již ve 14. století byl na Mělníku založen hospic s lůžky pro pacienty s infekčními onemocněními. Vlastní stavba charakteru nemocnice vznikala v 19. století. Nejdříve bylo otevřeno zařízení s pěti lůžky (1830), později jejich kapacita vzrostla na 24 (1857), až v roce 1886 došlo ke zprovoznění vlastní zdravotnické instituce Všeobecné nemocnice Rudolfovy čítající 70 lůžek v současné lokalitě Pražské ulice.
V dalších desetiletích postupně docházelo k výstavbě jednotlivých pavilónů, rozšiřování oddělení a dalších pracovišť. Od 3. listopadu 2009 v nemocnici funguje babybox, jedná se v pořadí o 30. místo v České republice.
V České republice začalo v červnu 2008 výkon hybridní laparoskopické metody NOTES u cholecystektomie provádět jako první pracoviště chirurgické oddělení nemocnice.

## Seznam oddělení

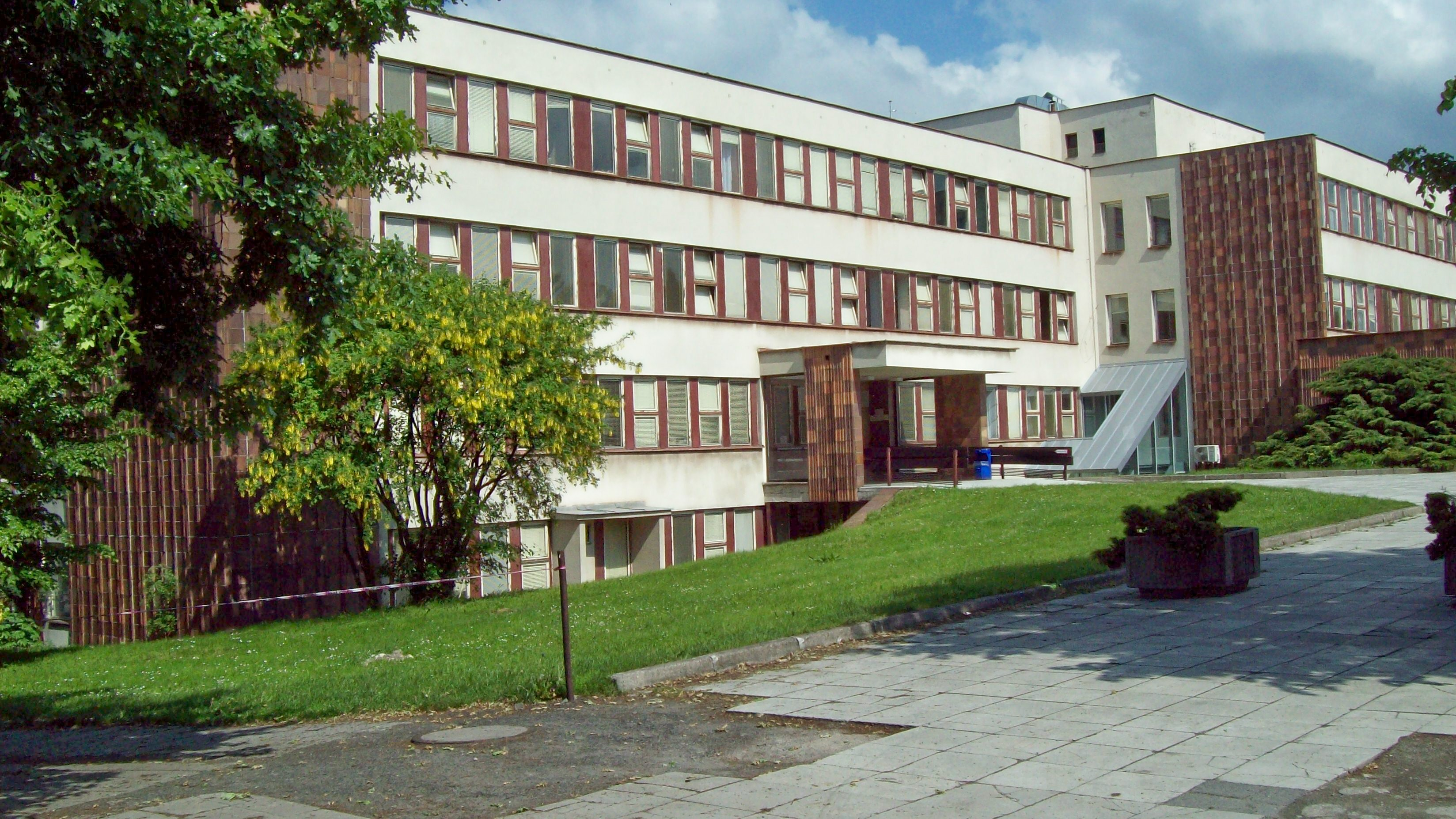
Poliklinika v Mělníku

- Anesteziologicko-resuscitační oddělení
- Gynekologicko-porodnické oddělení
- Hemodyalizační středisko
- Chirurgické oddělení
- Infekční oddělení
- Interní oddělení
- Neurologické oddělení
- Oddělení následné péče
- Oddělení jednodenní chirurgie
- Rehabilitační oddělení''
- RTG oddělení
- Ušní, nosní a krční oddělení

## Sídlo
Mělnická zdravotní, a.s. - NsP Mělník

Pražská 528/29

276 01 Mělník